# TDP-43

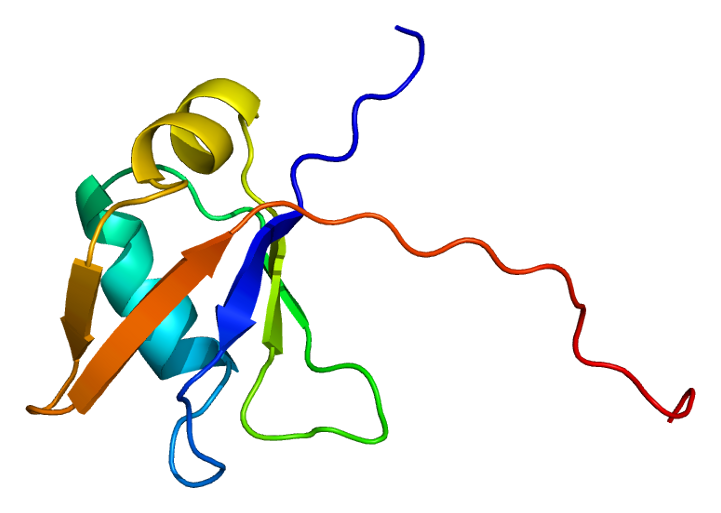
Struktura białka TDP-43

TDP-43 – białko składające się z 414 reszt aminokwasowych, o masie 43 kDa, u ludzi kodowane przez gen TARDBP, który ulega ekspresji w niemalże wszystkich typach tkanek.

## Budowa i funkcje
Pierwszą opisaną funkcją białka TDP-43 było wiązanie się do sekwencji DNA TAR i hamowanie transkrypcji w genomie ludzkiego wirusa niedoboru odporności HIV-1.
TDP-43 jest zlokalizowane głównie w jądrze komórkowym, gdzie pełni większość swoich funkcji. TDP-43, ze względu na charakterystyczne elementy strukturalne, zaliczane jest do rodzinny heterogennych rybonukleoprotein, do której należą czynniki regulujące mechanizmy związane z metabolizmem kwasów rybonukleinowych (RNA). Wyróżniająca cechą heterogennych rybonukleoprotein jest zdolność wiązania dwu- jak i jednoniciowego DNA oraz RNA. W przypadku TDP-43 tę funkcję zapewniają dwa motywy – RRM1 i RRM2. RRM1 jest kluczowy do rozpoznawania dwuzasadowych powtórzeń (TG)n w DNA i (UG)n w RNA, do których TDP-43 ma wysokie powinowactwo. RRM2 jest niezbędny dla formowania właściwego strukturalnie kompleksu białkowo-nukleinowego.
W wyniku oddziaływania obydwu motywów z sekwencjami docelowymi TDP-43 bierze udział w regulacji transkrypcji, alternatywnego składania RNA, uczestniczy w procesie obróbki miRNA oraz hamuje włączanie do mRNA eksonów kryptycznych, których obecność w cząsteczce transkryptu przekłada się na zmianę ramki odczytu lub wprowadzenie przedwczesnego kodonu STOP, co skutkuje kierowaniem takiego RNA do degradacji. 
Karboksylowy koniec TDP-43, określany jako region bogaty w glicynę, pośredniczy interakcjom z innymi białkami. Umiejętność wiązania białek jest jedną z ważniejszych cech TDP-43, warunkującą sporą część jego funkcji związanych z procesowaniem RNA. 
TDP-43, pomimo że lokalizuje się głównie w jądrze komórkowym, jest również zaangażowane w procesy, które odbywają się w części cytoplazmatycznej. Analogicznie do innych białek z rodziny heterogennych rybonukleoprotein pewna pula TDP-43 stale przemieszcza się między jądrem komórkowym a cytoplazmą, co jest możliwe dzięki sekwencjom tworzącym sygnał lokalizacji jądrowej oraz sygnał transportu z jądra. TDP-43 odpowiada za transport dojrzałego mRNA z jądra komórkowego do rybosomów oraz za stabilizację mRNA w obrębie cytoplazmy. Jest także jednym z białek wchodzących w skład tzw. granul stresowych, białkowo-nukleinowych kompleksów, których rolą jest lokalne zahamowanie translacji w niekorzystnych warunkach.
Zaobserwowano lokalizację TDP-43 w wypustkach dendrytycznych, gdzie w wyniku pobudzenia, wspólnie z białkami FMRP i Staufen1, tworzy granule RNA. Zasugerowano, że poprzez zaangażowanie białka TDP-43 w regulację transportu cząsteczek RNA oraz lokalnej translacji TDP-43 bierze udział w modulacji procesów plastyczności neuronalnej, które leżą u podstaw uczenia się i pamięci. 
W stanach fizjologicznych podlega degradacji w ramach ubikwitynozależnej proteolizy w proteasomie.

## Znaczenie kliniczne

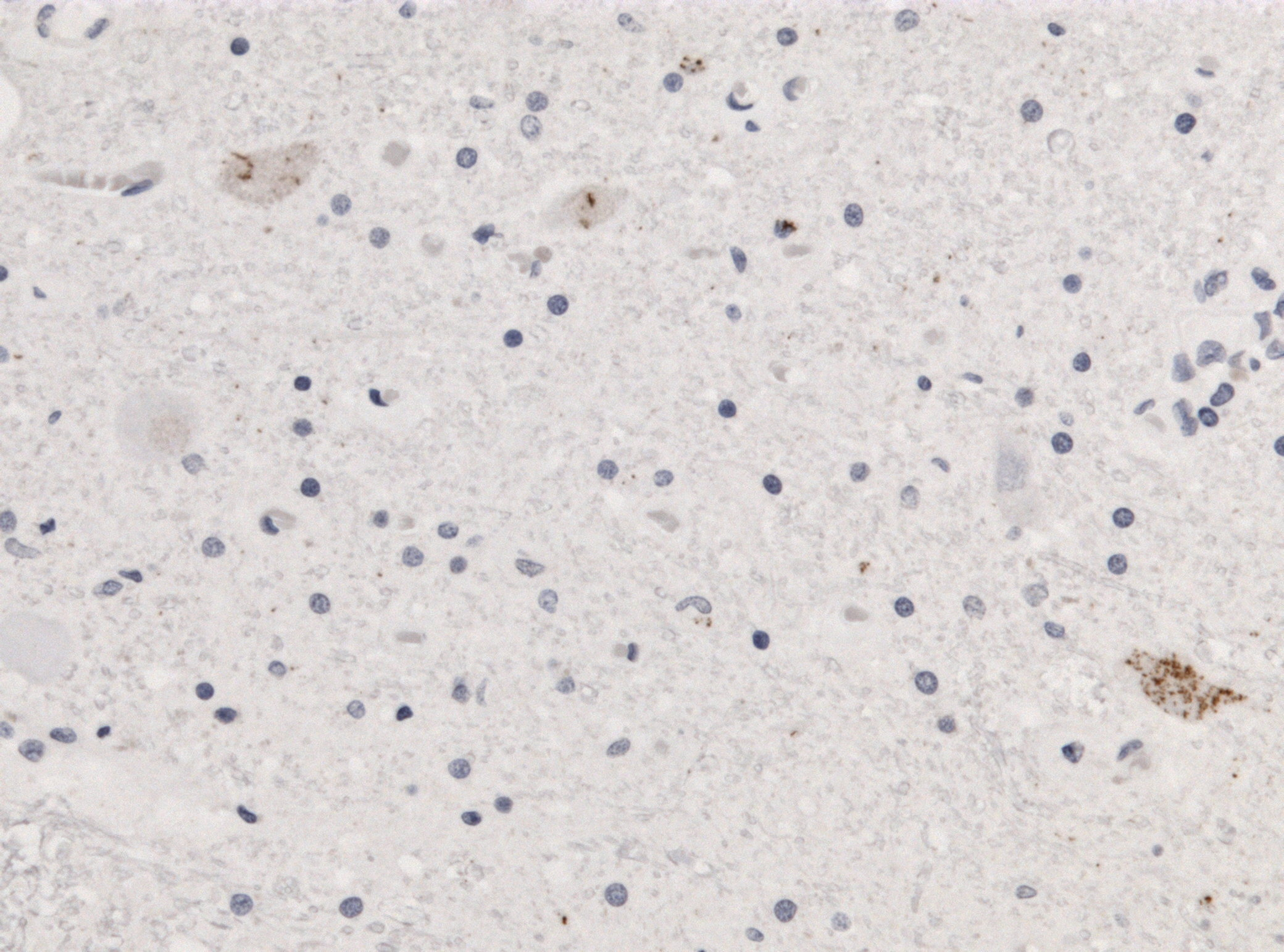
Wtrącenia dodatnie TDP-43 (brązowe) w neuronach ruchowych w przypadku stwardnienia zanikowego bocznego

W 2006 roku odkryto związek białka TDP-43 z procesami zwyrodnieniowymi komórek nerwowych. TDP-43 zostało wówczas zidentyfikowane jako główna składowa agregatów białkowych występujących w przypadkach stwardnienia zanikowego bocznego i otępienia czołowo-skroniowego.
Charakterystyczna dla stanu fizjologicznego dystrybucja jądrowa TDP-43 w warunkach chorobowych zostaje przesunięta w stronę lokalizacji cytoplazmatycznej. Procesowi temu towarzyszy zwykle zanikanie sygnału jądrowego, co zaobserwowano zarówno w komórkach nerwowych, jak i glejowych tkanek zmiennych. 
W stanach patologicznych TDP-43 akumuluje się w cytoplazmie w postaci ubikwitynylowanych inkluzji. TDP-43 tworzy w cytoplazmie wtręty o różnym kształcie, od fibrylarnych po paciorkowate. W skład typowych patologicznych agregatów TDP-43 wchodzą głównie C-końcowe fragmenty o masie około 25 kDa. TDP-43 jest substratem dla proteolitycznych kaspaz i wydaje się, że te enzymy są w części odpowiedzialne za cięcie TDP-43 w chorobach neurozwyrodnieniowych. Kolejnym znacznikiem biologicznym nieprawidłowych depozytów TDP-43 jest nadmierna fosforylacja, która dotyczy głównie reszt serynowych końca karboksylowego, umiejscowionych w pozycjach 409 i 410 oraz w mniejszym stopniu Ser 379 oraz Ser 403/404, które są najprawdopodobniej tworzone przez kinazy kazeinowe CK-1 i CK-2.